# مطبخ موناكو

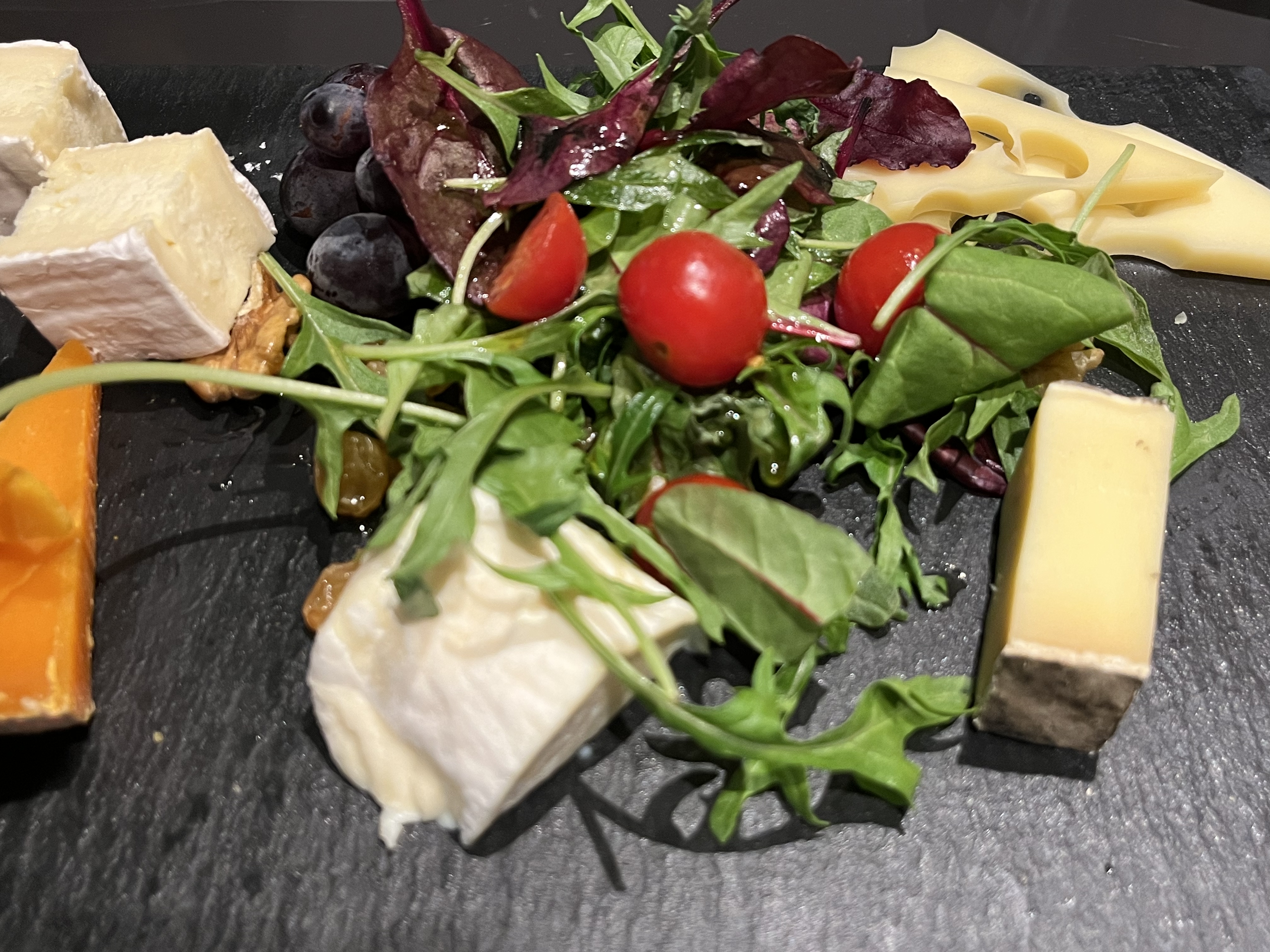
طبق من الجبن كما يُقدم في أحد الفنادق في موناكو

مطبخ موناكو هو مطبخ إمارة موناكو. وهو مطبخ متوسطي شكله أسلوب الطهي في بروفانس وتأثيرات الطبخ في شمال إيطاليا وجنوب فرنسا القريب (والمطبخ الفرنسي عموماً)، بالإضافة إلى تقاليد الطهي الخاصة بموناكو. يركز مطبخ موناكو على المكونات الطازجة، مع استخدام المأكولات البحرية والخضروات وزيت الزيتون الذي يلعب دوراً رئيسياً في المطبخ.
لقد تطور شكل أكثر حداثة من مطبخ موناكو منذ افتتاح كازينو مونت كارلو في منتصف القرن التاسع عشر. يربط البعض حالياً المطبخ بالتأثيرات الدولية ومجتمع أممي وفن الطهي والمطاعم الحائزة على نجمة ميشلان. ومع ذلك، شهدت السنوات الأخيرة أيضاً اهتماماً متجدداً بالوصفات المحلية الأصيلة في موناكو وتراثها التقليدي في الطهي.
يعتبر مطبخ موناكو غامض نسبياً مقارنة بأي أجزاء أخرى من أوروبا لأسباب تاريخية، على الرغم من كونها الدولة الأكثر كثافة سكانية في العالم بنسبة تبلغ 19,331.7 نسمة/كم². يُفترض أن البارباجيو [الإنجليزية]، رافيولي مقلي، هو الطبق الوطني لموناكو. هناك سلسلتان كبيرتان فقط من مطاعم الوجبات السريعة الأمريكية في موناكو؛ ماكدونالدز وستاربكس.

## تاريخه

### التاريخ المبكر
تطور مطبخ موناكو على مدى عدة قرون. ودخلت مكونات جديدة إلى المطبخ النامي منذ حوالي 1000 قبل الميلاد، حيث ربطت التجارة الواسعة عبر البحر الأبيض المتوسط موناكو بحضارات مثل فينيقيا واليونان وروما وقرطاج. ومن المرجح أن الإغريق القدماء استخدموا موناكو كمركز تجاري ساحلي في 600 ق.م، حيث أدخلوا العنب والزيتون إلى المنطقة، والتي كانت مشهورة بالفعل ببساتين الليمون. خضعت المنطقة لحكم الإمبراطورية الرومانية في حوالي 120 ق.م، وزودت موناكو الإمبراطورية بزيت الزيتون والليمون والنبيذ.